# Аудні Вільг'яульмссон
Аудні Вільг'яульмссон (ісл. Árni Vilhjálmsson, нар. 9 травня 1994, Рейк'явік, Ісландія) — ісландський футболіст, нападник литовського клубу «Жальгіріс». Зіграв 1 матч за збірну Ісландії.

## Клубна кар'єра
Народився 9 травня 1994 року в Рейк'явіку. Кар'єру починав в клубі «Брєйдаблік», за який в 2010—2014 роках провів 61 матч, в яких забив 22 голи. В подальшому виступав за ряд скандинавських клубів.
4 вересня 2018 року, як вільний агент, він приєднався до польського клубу «Термаліка Брук-Бет». Втім закріпитись у команді Аудні не зумів і 28 лютого 2019 року одеський «Чорноморець» орендував гравця. Гравець став першим ісландським футбольним «легіонером» в Україні. Дебютував за одеситів 2 березня 2019 року в матчі проти «Шахтаря», вийшовши на заміну замість Артема Чорнія. Через 6 хвилин після виходу на поле, порушив правила у своєму штрафному майданчику, чим заробив пенальті, який вирішив результат зустрічі не на користь його нової команди — 0:1. Тим не менш, нападник став найкращим бомбардиром «моряків» у сезоні 2018/19, забивши 7 голів в 14 матчах чемпіонату України, і також увійшов до списку найкращих футболістів України 2018/19, після чого повернувся до Польщі.
У вересні 2019 року покинув «Брук-Бет Термаліку» і через два місяці підписав контракт з ковалівським «Колосом», ставши першим іноземним гравцем в історії клубу. Дебютував у матчі проти чернігівської «Десни», ставши автором одного голу в грі, що допомогло «Колосу» обіграти суперника з рахунком 2:0. Загалом у ковалівській команді Аудні за сезон провів 15 матчів та забив п'ять голів (плюс на його рахунку одна результативна передача) і влітку покинув команду за сімейними обставинами.

## Міжнародна кар'єра
У 2010—2012 роках виступав у юнацьких національних командах Ісландії. З 2013 по 2016 рік захищав кольори молодіжної збірної.
Єдиний матч за національну збірну Ісландії провів 8 лютого 2017 року в товариській грі проти Мексики (0:1).

## Досягнення

### Командні
- Брєйдаблік:
  - Урвалсдейлд (1): 2010
- Жальгіріс:
  - Суперкубок Литви (1): 2023

### Індивідуальні
- У списках найкращих футболістів України: 2018/19.
- Найкращий бомбардир сезону у «Чорноморці»: 2018/19 (7).